# El temor d'un home savi
El temor d'un home savi. Crònica de l'Assassí de Reis: Segon dia és una novel·la de fantasia escrita per Patrick Rothfuss.
Aquesta novel·la és la segona part de la trilogia Crònica de l'Assassí de Reis, els altres dos títols són: El nom del vent, que el precedeix i una altra novel·la encara no publicada, Les portes de pedra (títol encara no definitiu).

## Sinopsi
Aquest llibre es desenvolupa en un món fantàstic, on en Kvothe narra com es va convertir en llegenda. Ara, però, es troba amagat a la fonda Pedra Fita, al poble de Newarre. Relata la història de la seva vida al Cronista, un home que el troba i li demana la veritable història del seu passat. En Kvothe accedeix a explicar-li, i diu que li explicarà durant tres dies (cadascun dels dies és un llibre). Durant el segon dia en Kvothe busca respostes sobre els Àmir, els Xandrian i la mort dels seus pares. Pel camí serà posat a prova pels Àmir, i viatjarà al regne de Fae, on trobarà la Felúrian. La història narra els successos que li passen després d'abandonar temporalment la Universitat.